# Tămășoaia, Bacău
Tămășoaia este un sat în comuna Coțofănești din județul Bacău, Moldova, România.